# Nate McMillan
Nathaniel "Nate" McMillan (ur. 3 sierpnia 1964 w Raleigh) – amerykański koszykarz, występujący na pozycjach rozgrywającego oraz rzucającego obrońcy, zaliczany do drugiego składu najlepszych obrońców NBA.
W sezonie 1993/1994 zajął drugie miejsce w głosowaniu na najlepszego „szóstego” zawodnika ligi NBA.
11 listopada 2020 został asystentem trenera Atlanty Hawks. 1 marca 2021 zastąpił tymczasowo na stanowisku głównego trenera Atlanty Hawks Lloyda Pierce'a. 8 lipca został już pełnoprawnie głównym trenerem zespołu. 
Po zwolnieniu Franka Vogela w 2016 roku, wieloletni asystent McMillan objął stery szkoleniowe zespołu z Indianapolis. Drużyny McMillana cechują się przywiązaniem do gry defensywnej. 

## Osiągnięcia
College
- Zaliczony do:
  - NJCAA All-American (1984)[7]
  - National Junior College Basketball Hall of Fame

NBA
- Finalista NBA (1996)[8]
- 2-krotnie wybierany do II składu defensywnego NBA (1994, 1995)[1]
- Lider:
  - sezonu zasadniczego w przechwytach (1994)[9]
  - play-off w średniej przechwytów (1995)[10]
- Klub Seattle SuperSonics zastrzegł należący do niego w numer 10[11]

Trenerskie
- Mistrz:
  - olimpijski jako asystent trenera (2008, 2012)[12][13]
  - świata jako asystent trenera (2010)[14]
  - Ameryki jako asystent trenera (2007)[15]
- Brązowy medalista mistrzostw świata jako asystent strenera (2006)[16]